# Overtoom 39-41 (Amsterdam)

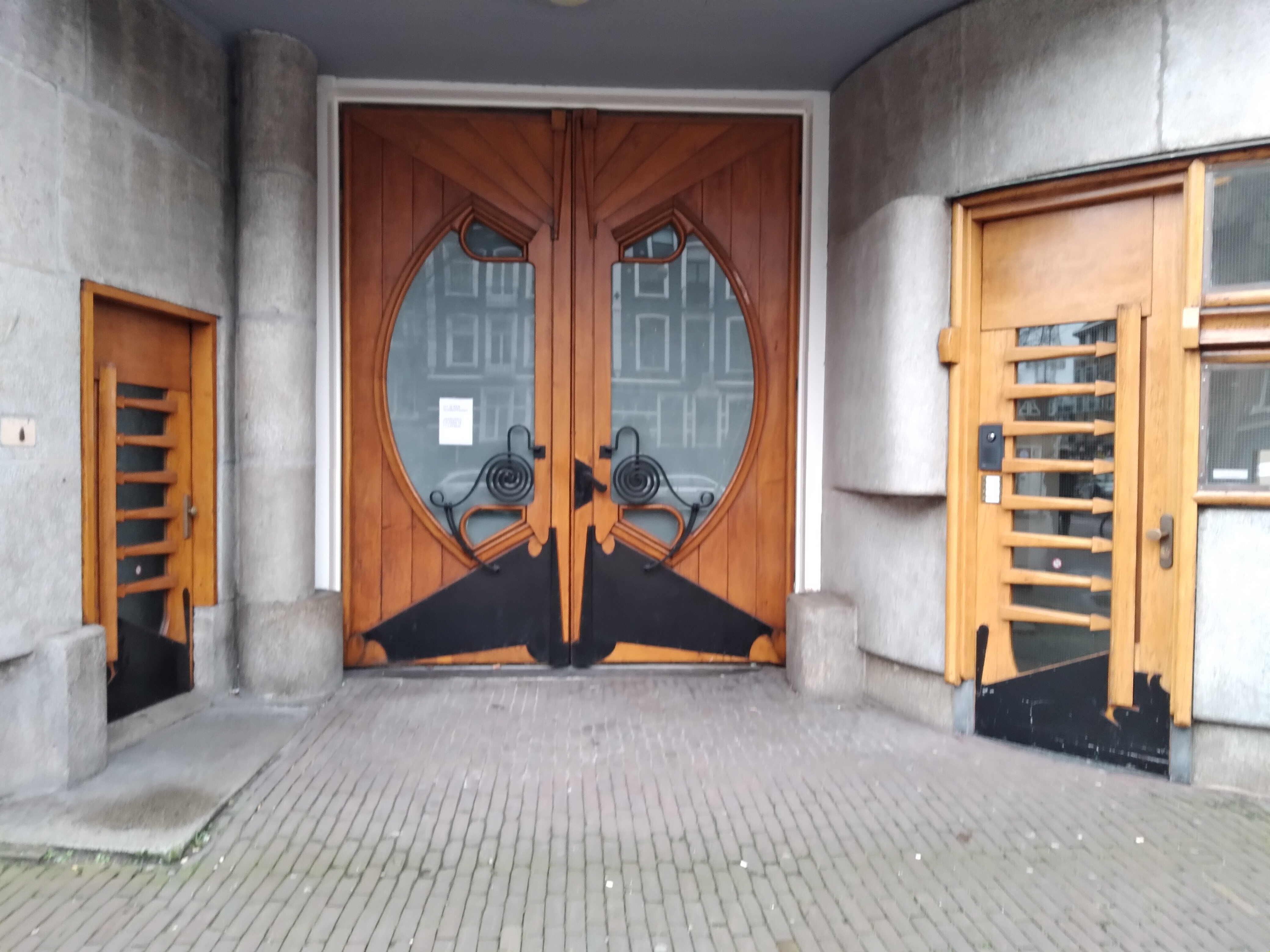
De oorspronkelijke linker ingang Overtoom 39-41 (januari 2021)

Overtoom 39-41, Amsterdam is een gebouwencomplex aan de Overtoom in Amsterdam-West.

## Geschiedenis
De Overtoom als Overtoomsche Vaart was eeuwenlang een van de radiaal (water)wegen vanuit Amsterdam richting het (zuid)westen. Wanneer de vaart rond 1903 gedempt wordt is er alleen nog het wegverkeer over, maar de straat werd in de eeuw na demping een steeds belangrijker wordende verbinding tussen Amsterdam-Centrum en Amsterdam-West, Amsterdam Nieuw-West. Gedurende al die tijd werd er gebouwd, gesloopt en opnieuw gebouwd aan de vaart/straat.

## Gebruik
De Overtoom groeide uit naar een van de radiaalwegen vanuit het Amsterdam-Centrum naar West en Amsterdam Nieuw-West. Het verkeer nam trouwens in de gehele stad toe. Daarom besloot de gemeente Amsterdam in juni 1922 over te gaan tot de bouw van een nieuw gebouw voor "Bureau Verkeerswezen", dat tot dan toe gevestigd was aan de Oudezijds Achterburgwal 185. Amsterdam koos voor nieuwbouw aan de steeds drukker wordende Overtoom voor het onderbrengen van de rijwiel- en motorrijwielbrigades, onderzoek voor motorrijtuigen en weging van vrachtauto’s. Nadeel was dat het niet in het stadscentrum lag, voordeel was dat van hieruit de gehele stad vlot bestreken kon worden en andersom, de Overtoom was makkelijk bereikbaar. Aan de Dienst der Publieke Werken werd een gebouw gevraagd en deze kwam van de hand van de daar werkende architect Pieter Lucas Marnette, de inrichting werd verzorgd door Ad Grimmon. Om het gebouw te kunnen realiseren moesten echter een aantal gebouwtjes gesloopt worden; deze waren tot dan in gebruik bij de Amsterdamsche Omnibus Maatschappij (onder andere paardenstalling). Het gebouwtje ontworpen door Gerlof en Abraham Salm ging tegen de vlakte. De aanbesteding vond plaats in het voorjaar van 1923. Het gebouw werd op 1 oktober 1924 in gebruik genomen. De plaatsing was handig, de bereden politie was namelijk gevestigd op Overtoom 33, Amsterdam.
Marnette ontwierp voornamelijk binnen de stijl van de Amsterdamse School. Hij kwam met vier bouwlagen. De begane grond is uitgevoerd in natuursteen met twee poorten gescheiden door de brigadiersloge. Die verdieping diende voor enerzijds de weging van vrachtauto’s (linkeringang) en anderzijds tot stalling van politieauto’s en motoren (rechts). Daarboven komen drie verdiepingen met opvallend slechts twee raamrijen. De eerste verdieping bood onderdak aan (hoofd-)inspecteurs, de tweede voor wachtruimten voor agenten met kleed- en schrijfruimten. De bovenste etage is geheel in baksteen uitgevoerd. De vensterstroken komen aan beide uiteinden in rondingen naar voren om daarna weer via een andere ronding aan te sluiten op de gevel, een nachtmerrie voor metselaars en glaszetters. Boven in de gevel zijn nog twee kleine raampjes te vinden ter bediening van de aan de gevel gemonteerde vlaggenmasten. Voort zijn er ter versiering nog twee natuurstenen blokjes te zien. Vanwege de toegepaste stijl is die voorgevel geheel symmetrisch uitgevoerd. Wat in die bouwstijl ook gangbaar was, waren zware massieve houten deuren met smeedijzer versieringen erop, dus die vindt men ook in dit pand. Het “Bureau Verkeerswezen” werd aangegeven in dezelfde stijl en was aangegeven op een gekantelde vierkant van natuursteen bij de brigadiersloge. Opvallend is verder de getande dakrand.
Hoe snel het verkeer toenam blijkt uit dat vanuit dit gebouw de eerste verkeerslichten in Amsterdam werden bediend; het is dan circa 1932, onder andere voor Leidseplein, Spui en Koningsplein.
Wat in de beginperiode een voordeel bleek, bleek later weer een nadeel. De Overtoom werd dermate druk, dat het gebouw steeds moeilijker bereikbaar werd. Het Bureau Verkeerswezen trok in 1941 weg naar de Elandsgracht 117/Marnixstraat, het nieuwe hoofdbureau van politie. Het werd vervangen door de Radio Auto- en Motordienst (RAMD), op de etages kwam de Kinderpolitie te werken. De RAMD vertrok in 1966 naar het gecombineerde politie- en PTT-kantoor aan de Lodewijk van Deysselstraat in Amsterdam Nieuw-West.
Het gebouw werd op 19 oktober 1995 opgenomen in het monumentenregister. Voor totaalbehoud was het toen al te laat; diverse verbouwingen hadden hun tol geëist bij met name de inrichting. In 2021 biedt het gebouw onderdak aan een fitnesscentrum, de bovenetages zijn omgebouwd tot appartementen.